# Gösslunda landskommun
Gösslunda landskommun var en tidigare kommun i dåvarande Skaraborgs län.

## Administrativ historik
Kommunen inrättades i Gösslunda socken i Kållands härad i Västergötland när 1862 års kommunalförordningar trädde i kraft. 
Vid kommunreformen 1952 uppgick landskommunen i Norra Kållands landskommun som 1969 uppgick i Lidköpings stad som 1971 ombildades till Lidköpings kommun.

## Politik

### Mandatfördelning i Gösslunda landskommun 1938-1946
| 7 | 13 |

| 20 |

| 20 |

| 20 |

| 3 | 6 | 11 |

| 20 |